# Калимба (сериал)
«Калимба» — российский психологический детективный триллер режиссёра Нурбека Эгена. Главные роли исполнили Фёдор Бондарчук, Алёна Михайлова, Сергей Гармаш, Пётр Скворцов, Елизавета Шакира, Сергей Горошко, Константин Плотников, Юлия Волкова, Дмитрий Воробьёв.
29 февраля 2024 года первый эпизод телесериала был представлен на III фестивале контента стриминговых платформ Original+ и был удостоен наград в трёх категориях «Самый ожидаемый проект», «Оригинальный актёр» (Фёдор Бондарчук) и специальный приз жюри СМИ «Лучший сериал фестиваля».
14 мая 2024 года состоялся премьерный показ в кинотеатре «Октябрь», а 16 мая премьера состоялась в онлайн-кинотеатре Okko.

## Сюжет
Профессор психиатрии Виктор Анатольевич Мещерский в исполнении Фёдора Бондарчука проводит необычный социальный эксперимент. Он собирает в подвале загородного дома восемь человек, являющихся преступниками и их жертвами. Эксперимент должен продлиться две недели. Чтобы предотвратить насилие и контролировать ситуацию на участников надеты браслеты, бьющие электрическим током, а в комнатах размещены камеры видеонаблюдения. Профессор следит за происходящим из своего кабинета, иногда подключаясь к общению с участниками. 
В рамках процесса лечения профессор планирует следить за поведением пациентов, их взаимоотношениями, проводить групповые терапии, а также предлагает пациентам высказывать свои мысли в отдельной комнате с установленной в ней камерой. 
Но в один момент эксперимент идёт не по плану. Один из участников эксперимента погибает, но профессор не реагирует на это событие. Профессор не отвечает на призывы о помощи и не включает браслеты в случае нападения одних участников на других. Участники оказываются в заточении, с ограниченным запасом воды и пищи. Они начинают узнавать, что ещё их объединяет друг с другом, а также с профессором.  
Организатору эксперимента самому нужна помощь — он оказывается во власти человека, с которым работал раньше по уголовному делу о ряде убийств. Маньяк представляет опасность для профессора и окружающих людей. 
Последней надеждой на спасение подопытных становится девушка, способная выбраться через вентиляционную шахту. Она берёт смартфон и предпринимает попытку позвать на помощь.  

## В ролях
| Актёр                | Роль                                                                                |
| -------------------- | ----------------------------------------------------------------------------------- |
| Фёдор Бондарчук      | Виктор Анатольевич Мещерский профессор психиатрии                                   |
| Алёна Михайлова      | Катя Кирсанова бывшая девушка Елисея, приёмная дочь Виктора Анатольевича Мещерского |
| Сергей Гармаш        | Степан Авдеев биологический отец Виктора Анатольевича Мещерского                    |
| Пётр Скворцов        | Роман Чешуяков наркодилер                                                           |
| Елизавета Шакира     | Наташа Иващенко водитель, сбившая человека                                          |
| Сергей Горошко       | Елисей бывший парень Кати                                                           |
| Константин Плотников | Андрей Крайнов бывший журналист                                                     |
| Юлия Волкова         | Татьяна Николаева жертва насильника                                                 |
| Дмитрий Воробьёв     | Сергей Аркадьевич Асташов пострадавший в ДТП                                        |
| Джал Ибрагимов       | Нурлан Алиев насильник                                                              |
| Михаил Хмуров        | Сергей Брындин старший следователь СК                                               |
| Сергей Городничий    | Дмитрий Заварзин напарник Сергея Брындина                                           |
| Полина Маликова      | Тома бывшая жена Антона Градова                                                     |
| Александр Ратников   | Антон Градов бывший муж Томы, друг Виктора Анатольевича Мещерского                  |
| София Сучкова        | Алиса Лопатина рядовой полиции                                                      |
| Елена Радевич        | Женя мама Кати                                                                      |

## Список серий

### Первый сезон
| Серия     | Дата премьеры |
| --------- | ------------- |
| Первая    | 16 мая 2024   |
| Вторая    | 16 мая 2024   |
| Третья    | 23 мая 2024   |
| Четвёртая | 30 мая 2024   |
| Пятая     | 6 июня 2024   |
| Шестая    | 13 июня 2024  |
| Седьмая   | 20 июня 2024  |
| Восьмая   | 27 июня 2024  |

## Производство
Телесериал снят NORM Production по заказу онлайн-кинотеатра Okko.
Съёмки проходили в Санкт-Петербурге и Ленинградской области летом 2023 года.

## Реакция
Телесериал получил в основном положительные оценки российских кинокритиков
.
Иван Афанасьев (The City): «Фильмы и сериалы про группу людей с таинственным прошлым, оказавшихся в замкнутом помещении, — классика, которая никогда не выйдет из моды, ведь в зависимости от времени и контекста можно собрать, грубо говоря, характеристики общества, присущие ему в данный конкретный момент. Плюс это удобная оболочка для эффектного триллера — можно понемногу раскрывать героев, обнажая секреты, что их связывают, и накручивать интригу, сохраняя интерес зрителя до последнего. „Калимба“ в этом смысле — типичный пример, вызывающий в памяти как минимум опыт так называемого Стэнфордского эксперимента».
Вадим Съедин (GameMag): «„Калимба“ — это необычный для отечественного стриминга проект, который пытается сочетать неспешность и театральную аскетичность с криминальным детективом, где гадаешь, кто из девяти героев доберётся живым до конца».
Евгений Шульгин (Lenta.ru): «Крики, пощёчины, избиение, электрошок, слёзы, пена изо рта... "Калимба" здесь на удивление последовательна: рассказывая о самых неприглядных сторонах человеческой психики, логично и демонстрировать их в самых экстремальных проявлениях. Сериал, таким образом, выглядит самым мизантропским, бескомпромиссным и эксбиционистским зрелищем года — при том, что в этом же сезоне на экраны вышел не менее одиозный хит Netflix „Оленёнок“».

## Награды
- 2024 — три премии III фестиваля контента стриминговых платформ Original+ в категориях:
  - «Самый ожидаемый проект»,
  - «Оригинальный актёр» (Фёдор Бондарчук),
  - Специальный приз жюри СМИ «Лучший сериал фестиваля».